# Telanaipura
Telanaipura – miasto w Indonezji, na południowym wschodzie wyspy Sumatry, nad rzeką Hari. 
- Liczba mieszkańców około 428 000.

W mieście rozwinął się przemysł drzewny oraz spożywczy.